# Guaraní (waluta)
Guarani – jednostka monetarna Paragwaju od 1944 r. 1 guarani = 100 centymów.
W obiegu znajdują się:
- monety o nominałach 1, 5, 10, 50, 100, 500, 1000 guarani.
- banknoty o nominałach 1000, 5000, 2000, 10 000, 20 000, 50 000 i 100 000 guarani.

## Historia
Prawo wprowadzające nową walutę zostało uchwalone 5 października 1943 r. i zastąpiło peso w stosunku 1 guarani = 100 peso. Pierwsze jednostki pieniężne zostały wyemitowane w 1944 roku. W latach 1960–1985, guarani miało stały kurs względem dolara amerykańskiego, 126 PYG = 1 USD.
Banknoty o nominale 10 000 guarani produkowane są przez Polską Wytwórnię Papierów Wartościowych.